# Col de Foron
Pour les articles homonymes, voir Foron.
Le col de Foron est un col français situé entre le Roc d'Enfer et la pointe de Chalune, sur la commune de Bellevaux.